# Ruprechtice (Meziměstí)
Ruprechtice (německy Ruppersdorf) jsou vesnice v okrese Náchod, dnes jedna ze šesti částí města Meziměstí. Ves, silně protáhlá v severojižním směru, je ulicového typu, s domy stojícími převážně podél silnice, která tvoří její osu. Začíná na úpatí Javořích hor pod Ruprechtickým Špičákem a končí až skoro u Stěnavy. Délka vsi dosahuje přes tři kilometry.
První zmínka o Ruprechticích pochází z roku 1250. V roce 1930 zde žilo 1271 obyvatel, z toho pouze 180 Čechů. Dnes zde žije stálých obyvatel mnohem méně, při sčítání lidu roku 2001 jich bylo shledáno 350 ve 145 domech. Vesnicí protéká Ruprechtický potok.

## Pamětihodnosti
- kostel svatého Jakuba Většího; nachází se v jižní části vsi blízko železnice[3]
- zvonice, která slouží jako hřbitovní brána
- zděné usedlosti broumovského typu
- rozhledna na Ruprechtickém Špičáku

## Galerie

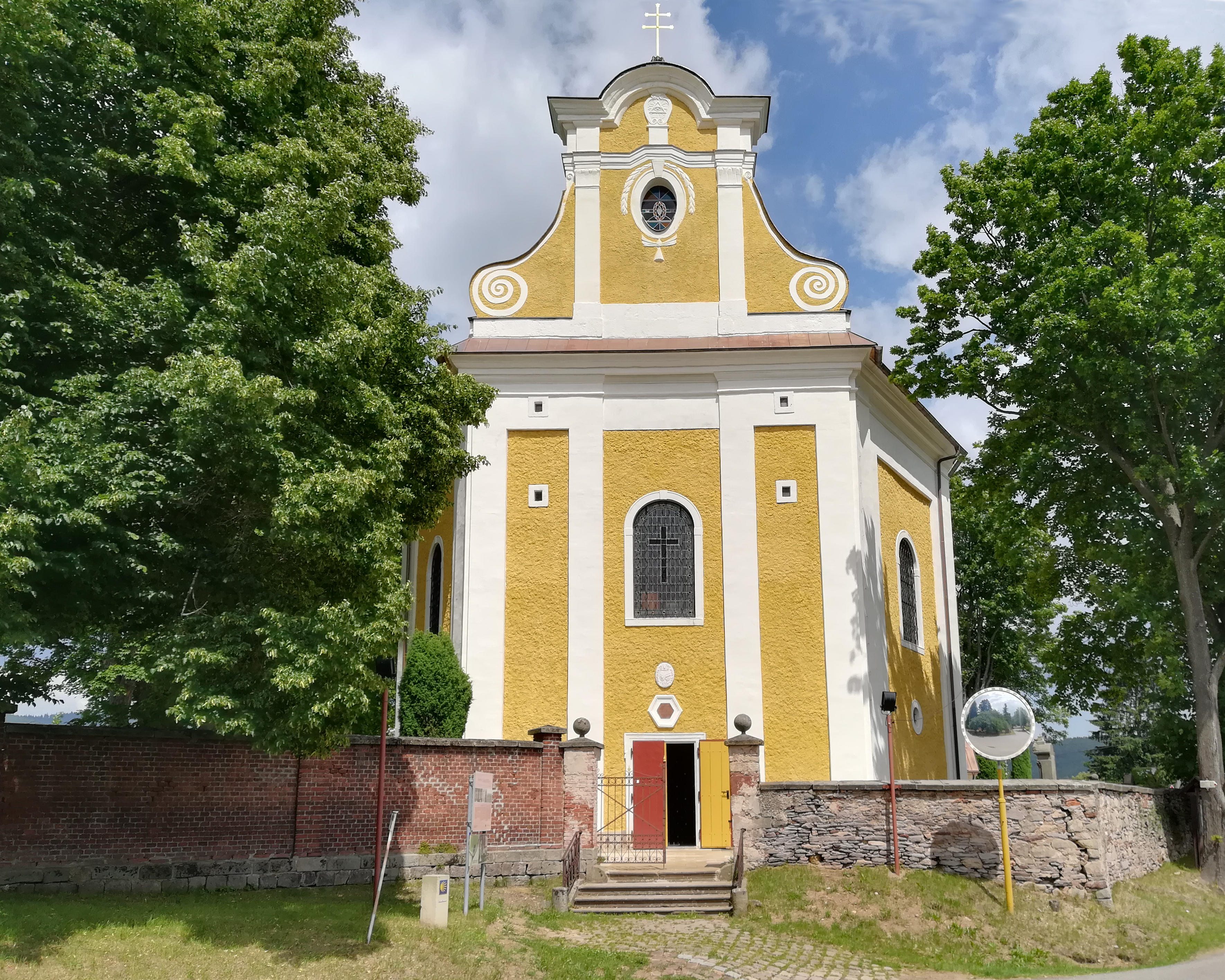
Kostel svatého Jakuba Většího
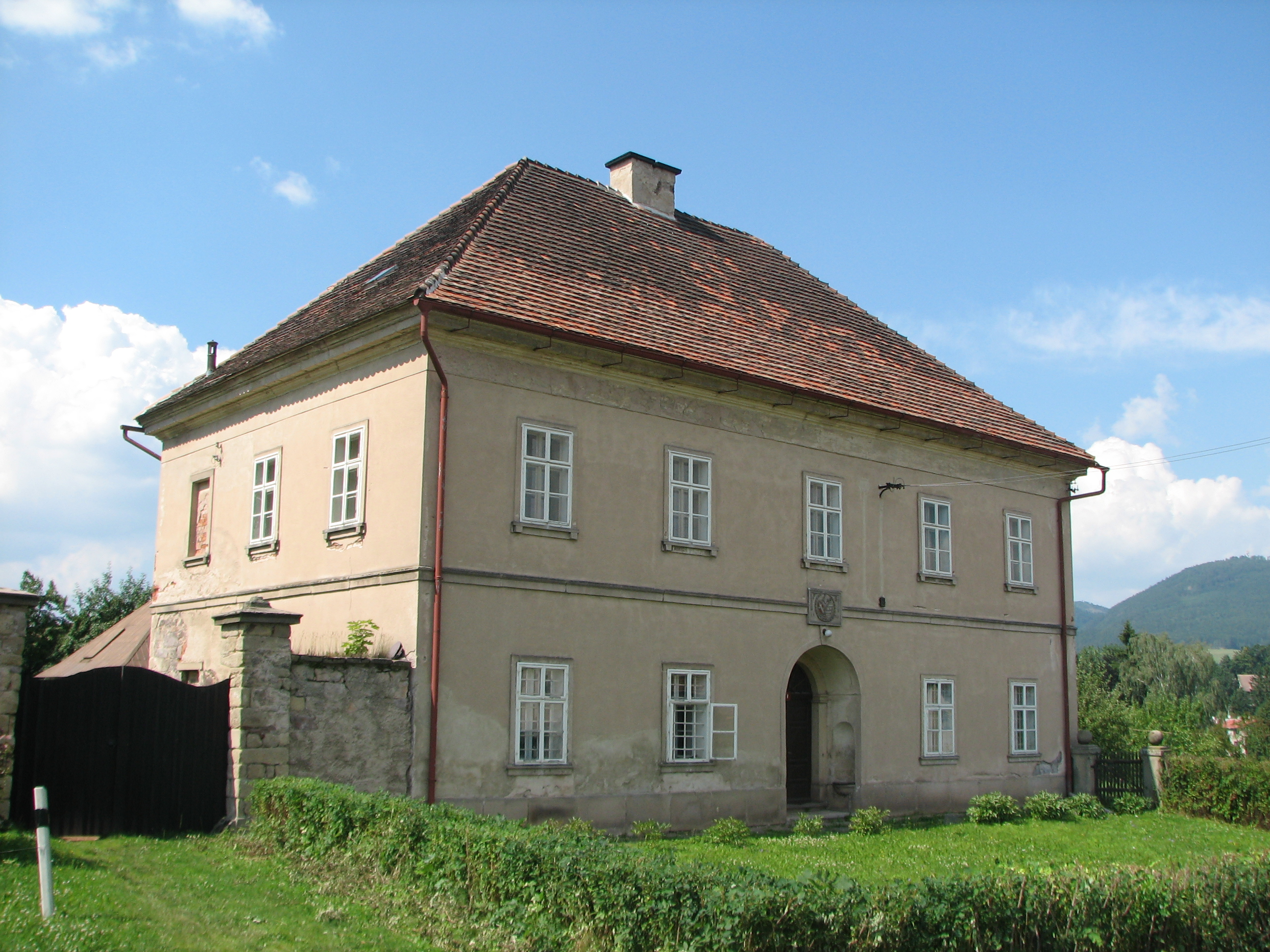
Fara
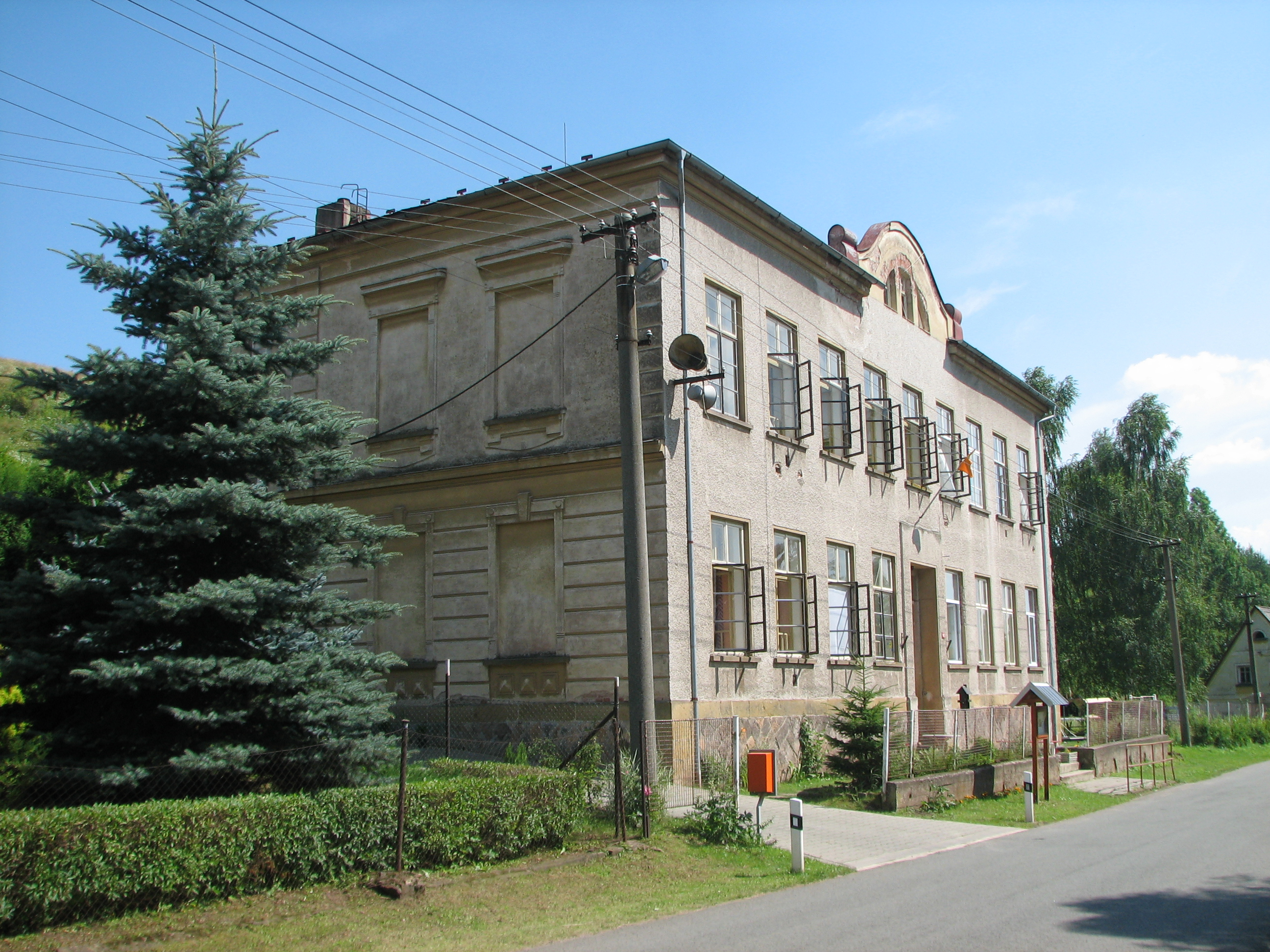
Bývalá škola, nyní penzion
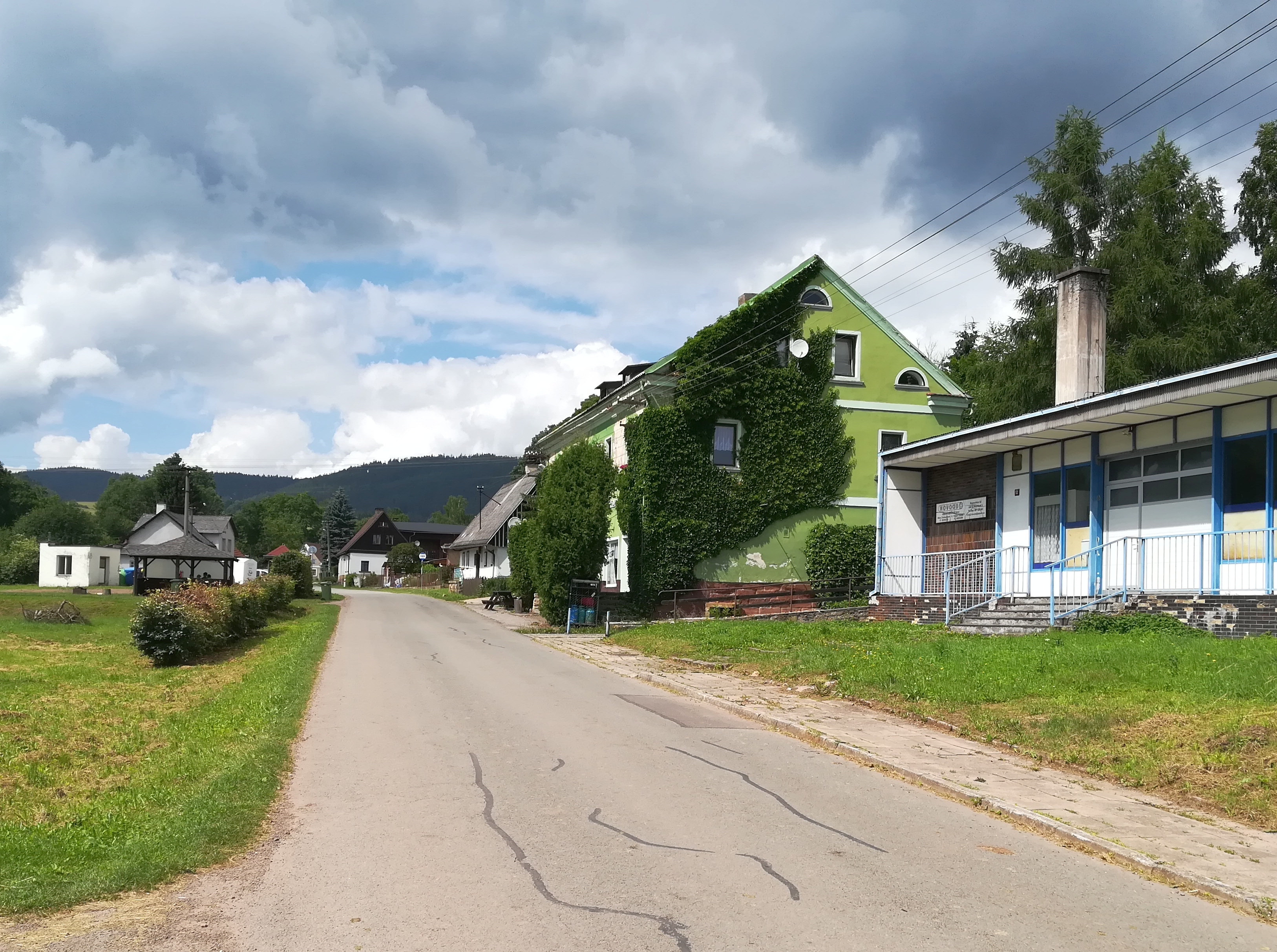
Střední část
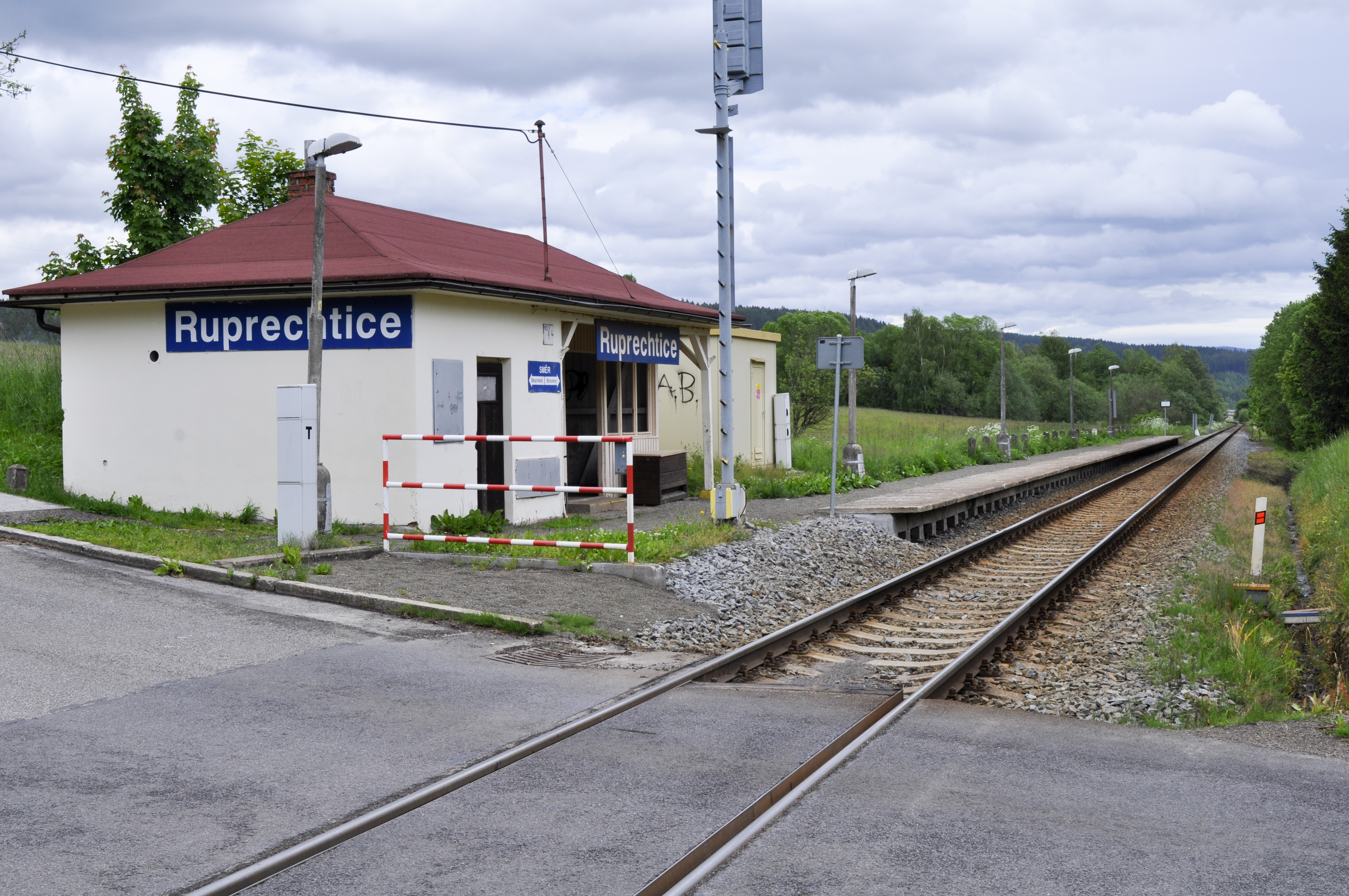
Vlaková zastávka
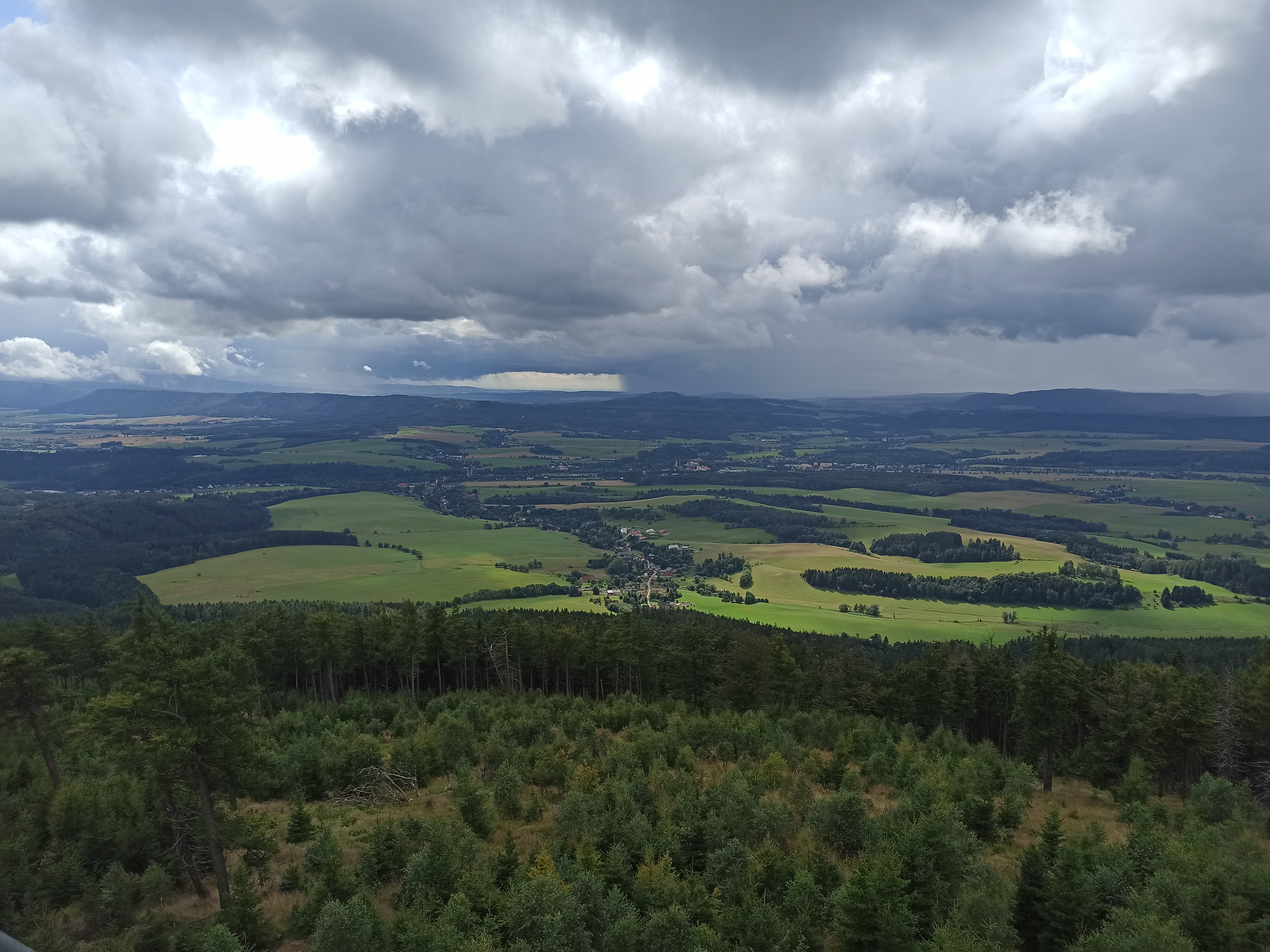
Pohled na Ruprechtice z rozhledny